# Frank Andriat
Frank Andriat (Ixelles, 30 marzo 1958) è uno scrittore, romanziere e insegnante belga noto per i suoi libri come La Remplaçante, Rue Josaphat, Le Journal de Jamila, Mon pire ami o Tabou.

## Biografia
Nel 1973, vivendo e studiando a Schaerbeek, lanciò, con gli amici, una rivista letteraria chiamata Cyclops. Nel 1976 pubblica la sua prima raccolta di poesie, Oiseaux de sang, e ha iniziato a studiare filologia presso l'Université libre de Bruxelles. Nel 1980 ha completato la sua tesi sul lavoro di Jean Muno. Negli anni successivi, ha tradotto molti romanzi di diversi autori spagnoli e argentini. Nel 1986, pubblicò il Journal di Jamila.
Nel 1992 ha scritto con gli studenti un libro su Jean-Jacques Goldman. Nel 2001 pubblica la Vocation Prof in cui racconta la sua attuale esperienza di insegnante di francese presso la scuola secondaria di Schaerbeek, l'Athénée communal Fernand Blum.
Lo scrittore condivide la sua vita tra l'insegnamento e la scrittura di romanzi e saggi. Anche se scrive anche per gli adulti, Frank Andriat frequenta ancora le scuole. Frank Andriat è anche amico di Grégoire Delacourt e quest'ultimo ha anche visitato gli studenti di Frank per parlare con loro dei suoi libri.
Dà il suo sostegno, in particolare, all'organizzazione senza scopo di lucro Afghanistan Libre, a cui dà i diritti al romanzo Rose Afghan.

## Pubblicazioni

### Romanzi
- Journal de Jamila (1986)
- Mes copains m’appellent Flash (Le Snark, Bruxelles, 1992)
- Matilda (Identités-Pré aux Sources, Bruxelles, 1993)
- L’enfant qui chante (Pré aux Sources, Bruxelles, 1993)
- Au bout du monde (Quorum, Ottignies, 1995. Prix Baron de Thysebaert)
- La remplaçante (Memor, Bruxelles, 1996)
- La forêt plénitude (Memor, Bruxelles, 1997)
- L’amour à boire (Labor, Bruxelles, 1999)
- Rue Josaphat (Memor, Bruxelles, 1999)
- Gaume (Memor, Bruxelles, 2000)
- Trois jours de pluie (Memor, Bruxelles, 2000)
- Ado blues (Memor, Bruxelles, 2001)
- Manipulations (avec André-Paul Duchâteau, Memor, Bruxelles, 2002)
- Monsieur Bonheur (Memor, Bruxelles, 2003)
- Tabou (Labor, Bruxelles, 2003)
- Depuis ta mort (Grasset, Paris, 2004)
- Intrusions (avec André-Paul Duchâteau, Memor, Bruxelles, 2004)
- Mon pire ami (Grasset, Paris, 2006)
- Voleur de vies (Grasset, Paris, 2008)
- Journal de Jamila (Mijade, Namur, Belgique, 2008)
- À moitié vide (Grasset, Paris, 2009)
- Rose bonbon, Noir goudron (Mijade, Namur, Belgique, 2009)
- Aurore Barbare (Labor, Loverval, 2007; réédition Mijade, Namur, Belgique, 2008)
- Là-bas en Afghanistan (Frank Andriat et ses élèves) (Bernard Gilson Éditeur, Bruxelles, Belgique, 2010)
- Pont Désert (Desclée de Brouwer, Paris, 2010)
- Je voudrais que tu... (Grasset, Paris, 2011)
- L'arbre à frites (Renaissance du livre, 2011)
- Jolie Libraire dans la lumière (Desclée de Brouwer, 2012)
- Bart chez les Flamands (Renaissance du livre, 2012)
- Rose afghane (Mijade, 2012)
- Les aventures de Bob Tarlouze, 1, Arrête ton baratin ! (Ker éditions, 2013)
- Le coupable rêvé
- Les aventures de Bob Tarlouze, 2, Mise en scène (Ker éditions, 2014)
- Je t'enverrai des fleurs de Damas (Mijade, 2014)
- Le Vieil enfant (DDB, 2014)
- Bob Tarlouze, 3 (Ker éditions, 2015)
- Le stylo,1,(Zone J,2015)

### Testi
- Jean Muno, la fantaisie du désespoir (Cyclope-Dem, Bruxelles, 1980. Prix Constant de Horion)
- Pour lire la bande dessinée (De Boeck-Duculot, Bruxelles, 1992). En collaboration avec Arnaud de la Croix.
- Vocation prof (Labor, Bruxelles, 2001; réédition chez Erasme en 2008)
- Avec l'Intime (Desclée de Brouwer, Paris, 2009-2010)
- Reçois et marche (Desclée de Brouwer, Paris, 2011)
- Les Profs au feu et l'École au milieu (La Renaissance du livre, Bruxelles, 2013)
- Moi, ministre de l'enseignement (La Renaissance du livre, Bruxelles, 2014)

Clés pour la paix intérieure